# Интернет телевизија Уједињених нација
UN Web TV је огранак Уједињених нација за дигиталну дистрибуцију садржаја од јавног значаја. Емитује уживо и снимљене састанке различитих агенција Уједињених нација из целог света, укључујући Генералну скупштину и Савет безбедности. Део је Одељења за вести и медије Департмана Уједињених нација за глобалне комуникације. 
Поред тога, на УНТВ-у се производе и емитују три серије:
- 21. век (21st Century)
- УН у акцији (UN in Action)
- Преглед године (Year in Review)